# Сиамский залив
Сиа́мский зали́в, Таила́ндский зали́в (тайск. อ่าวไทย, Ау Тхай; малайск. Teluk Siam; кхмер. ឈូងសមុទ្រសៀម, Chhoung Samut Siem; вьет. Vịnh Thái Lan) — часть Южно-Китайского моря, омывающая на западе и севере берега Таиланда, на востоке — Камбоджи и Вьетнама, на юго-западе — Малайзии.

## Этимология
Сиамский залив получил своё название от исторического государства Сиам — прежнего наименования современного Таиланда. Название «Сиамский залив» широко использовалось в западных картах и географических справочниках до середины XX века. Это отражало тенденцию колониальной эпохи давать регионам названия в зависимости от господствующих на тот момент политических образований.
Само слово «Сиам» — экзоним, который, по мнению исследователей, происходит от санскритского слова «шьяма», что означает «тёмный» или «коричневый» и относится к оттенку кожи местного населения. До 1939 года страна была известна под этим именем на международной арене, пока не сменила название на Таиланд. После этого название «Таиландский залив» стало более распространённым, хотя в русском языке всё ещё чаще используется старое название залива.

## География и экология
Залив разделяет восток полуострова Индокитай от Малайского полуострова. Береговая линия начинается на востоке у мыса Камау во Вьетнаме и кончается в районе малайзийского города Кота-Бару на юго-западе. С юго-восточной стороны Сиамский залив переходит в Южно-Китайское море, а его общая площадь составляет примерно 600×500 км (около 320 000 км²).

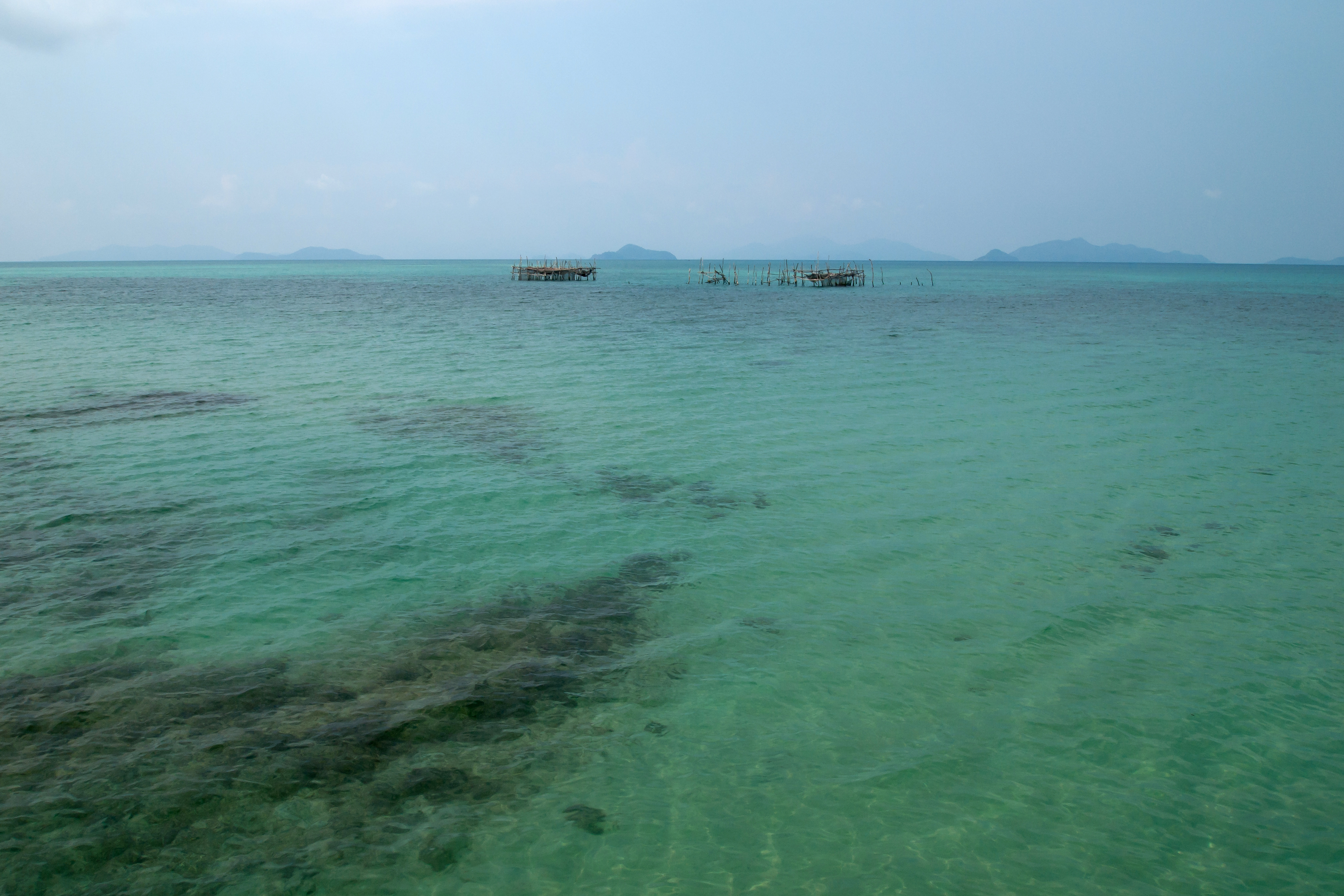
Панорама Сиамского залива возле острова Ко Мак, цвет воды на мелководье

В самой северной точке Сиамский залив образует бухту Бангкок, в которую впадает река Чаупхрая. Ещё одной значительной рекой, впадающей в залив, является Тапи, устье которой расположено у города Сураттхани. Из-за продолжающейся седиментации Чаупхраи побережья центрального Таиланда всё больше продвигается на юг. Глубина воды на расстоянии от 10 до 20 км от берега составляет всего 11 м. Средняя глубина залива насчитывает всего 45 м, а самое глубокое место — 80 м. На пике последнего ледникового периода территория залива находилась выше уровня моря и составляла сухопутное продолжение сегодняшней низменности вокруг Чаупхраи в центральном Таиланде. В то же время большая часть побережья Сиамского залива подвержена эрозии.

## Экономика

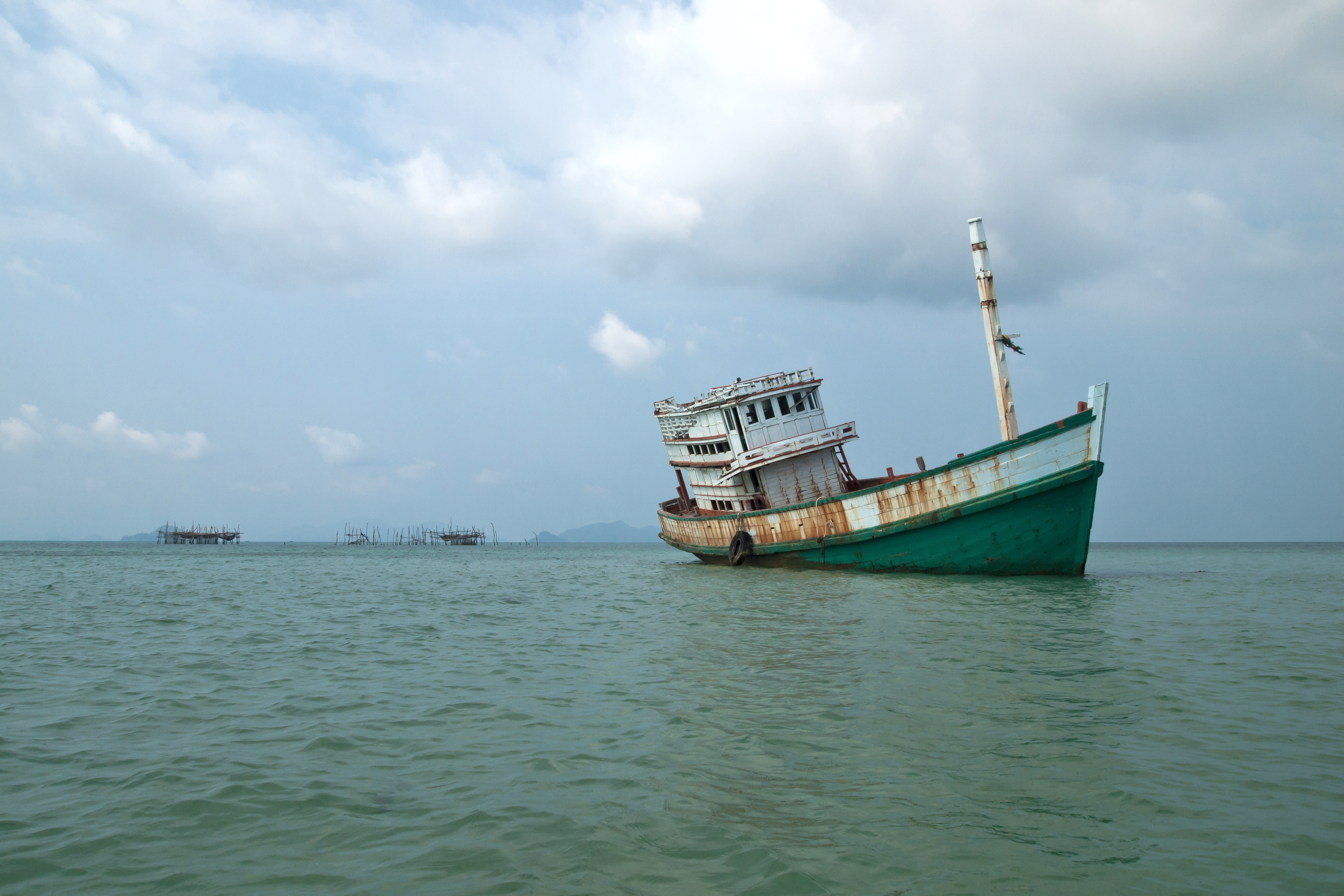
Рыболовецкое судно и платформы у острова Ко Мак

В экономическом отношении залив имеет прежде всего значимость как крупнейший рыболовецкий ареал Таиланда. Существуют небольшие нефтяные и газовые месторождения. Со второй половины XX века всё большее значение обретает туризм и на сегодняшний день в некоторых регионах уже является главным источником доходов. Уже в 1970-х и 1980-х годах город Паттайя смог превратиться из небольшой рыбацкой деревни в один из центров международного туризма со всеми негативными проявлениями массового туризма, такими как отельные блоки и секс-туризм. Ещё одной известной туристической целью является остров Самуй, где освоение туристической инфраструктурой проходит несколько мягче. Поблизости от острова Самуй находится остров Пханган, интересный тем, что на нём каждый месяц проходят грандиозные пляжные вечеринки под названием «Full Moon Party» (Вечеринка в полнолуние), которые собирают тысячи человек со всего света. Для любителей дайвинга особенно интересен небольшой остров Тао вблизи Самуя, считающийся одним из наиболее красивых и разнообразных дайвинговых мест в Юго-Восточной Азии.
Самаэзская дыра неподалёку от острова Самаэ-Сан из одноимённой группы островов считается одним из самых опасных мест для дайвинга в мире. Её глубина достигает 85 метров.